# Vashon
Vashon é uma Região censo-designada localizada no estado norte-americano de Washington, no Condado de King. É ainda uma ilha, com 10624 habitantes registados no censo de 2010 e 96 km2 de área, cerca de 60% maior que Manhattan, mas apenas 1/150 da população.  Como não há pontes a ligar a ilha ao continente, isso contribui para o seu isolamento relativo e para o caráter rural da sua paisagem.

## Demografia
Segundo o censo norte-americano de 2010, a sua população era de 10624 habitantes.

## Geografia

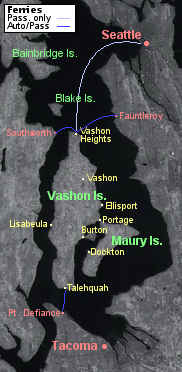
Mapa da ilha Vashon

De acordo com o United States Census Bureau tem uma área de 95,7 km², dos quais 95,7 km² cobertos por terra e 0,0 km² cobertos por água. Vashon localiza-se a aproximadamente 88 m acima do nível do mar.

## Localidades na vizinhança
O diagrama seguinte representa as localidades num raio de 16 km ao redor de Vashon.